# إيثان جونز (لاعب كرة قدم)
إيثان جونز (بالإنجليزية: Ethan Jones)‏ هو لاعب كرة قدم بريطاني في مركز الهجوم، ولد في 4 أبريل 1998 في Dudley ‏ في المملكة المتحدة. لعب مع شروزبري تاون.

## وصلات خارجية
- إيثان جونز (لاعب كرة قدم) على موقع قاعدة بيانات كرة القدم.إي يو (الإنجليزية)
- إيثان جونز (لاعب كرة قدم) على موقع Soccerbase.com (لاعب) (الإنجليزية)
- إيثان جونز (لاعب كرة قدم) على موقع Soccerway.com (الإنجليزية)